# 카라칼파크어
카라칼파크어는 우즈베키스탄의 자치 공화국인 카라칼파크스탄에서 사용되는 투르크어족의 언어이다.

## 음운

### 자음
|        |        | 양순음  | 치경음  | 후치경음/ 경구개음 | 연구개음 | 구개수음 | 성문음  |
| ------ | ------ | ------- | ------- | ------------------ | -------- | -------- | ------- |
| 비음   | 비음   | m ⟨m/м⟩ | n ⟨n/н⟩ |                    | ŋ ⟨ń/ң⟩  |          |         |
| 파열음 | 무성음 | p ⟨p/п⟩ | t ⟨t/т⟩ |                    | k ⟨k/к⟩  | q ⟨q/қ⟩  |         |
| 파열음 | 유성음 | b ⟨b/б⟩ | d ⟨d/д⟩ |                    | ɡ ⟨g/г⟩  |          |         |
| 마찰음 | 무성음 |         | s ⟨s/с⟩ | ʃ ⟨sh/ш⟩           | x ⟨x/х⟩  |          | h ⟨h/ҳ⟩ |
| 마찰음 | 유성음 |         | z ⟨z/з⟩ | ʒ ⟨j/ж⟩            | ɣ ⟨ǵ/ғ⟩  |          |         |
| 접근음 | 접근음 |         | l ⟨l/л⟩ | j ⟨y/й⟩            | w ⟨w/ў⟩  |          |         |
| R음    | R음    |         | r ⟨r/р⟩ |                    |          |          |         |

### 모음
|        | 전설 모음 | 전설 모음 | 후설 모음 | 후설 모음 |
| 평음   | 순음      | 평음      | 순음      |           |
| ------ | --------- | --------- | --------- | --------- |
| 고모음 | i ⟨i/и⟩   | y ⟨ú/ү⟩   | ɯ ⟨ı/ы⟩   | u ⟨u/у⟩   |
| 중모음 | e ⟨e/е⟩   | œ ⟨ó/ө⟩   |           | o ⟨o/о⟩   |
| 저모음 | æ ⟨á/ә⟩   |           | a ⟨a/а⟩   |           |

## 문자
본래 아랍 문자(페르시아 문자)를 쓰다가 1928년에 소련 정부에서 라틴 문자를 도입했는데 1940년에 키릴 문자로 갈아버렸다. 그리고 우즈베키스탄 독립 후 우즈베크어처럼 1994년부터 라틴 문자로 전환했다. 다만 라틴 문자 도입에도 아직은 키릴 문자가 널리 쓰이고 있다고 한다.
처음에는 우즈베크어처럼 a', n'처럼 역점을 찍어서 모자란 자음과 모음을 표기했으나, 영 보기 불편했는지 2016년부터 á, ń처럼 위에 acute를 찍는 것으로 전환했다.  또한 초기에는 터키어 문자의 영향을 받아서 라틴문자 전환 시 /ɯ/ 발음을 I/ı로 적고 /i/ 발음을 İ/i로 적었었다. 즉 기본 라틴 문자의 I/i와 달리 대소문자 모두 점이 없는 것과 있는 것으로 구분이 됐었다. 하지만 이게 전산 등에서 문제를 일으킨다는 점 때문인지 2008년 표기법을 고치면서(이때 /ts/ 음(키릴 문자: ц)의 표기 문자가 기존의 ts에서 c로 교체되는 조치도 같이 취해졌다.) /ɯ/ 발음을 I'/i'로, /i/ 발음을 I/i로 적게 고쳤다. 근데 이 부분이 논란이 많았는지 2016년 표기법 개정 때 다시 바뀌었는데, /ɯ/ 발음을 대문자로는 acute를 붙인 Í로 적고 소문자로는 터키어처럼 ı로 적게 하였다. 결과적으로 다른 언어와는 완전히 딴판으로 Í와 ı가 대소문자 쌍으로 엮이게 하는 최악의 결정을 내린 셈. 소수 언어라 현실적으로 IT 기기에서 카라칼파크어를 취급하는 경우는 드물겠지만 만약 취급한다면 이 언어만을 위한 대소문자 대응 테이블을 마련할 수 밖에 없다.